# هنري كارتن
هنري كارتن (بالفرنسية: Henri Paul Cartan)‏
```
هو عالم 
رياضيات
 
فرنسي
، ولد في 8 يوليوز 1904 في 
نانسي
 وتوفي في 13 غشت 2008 في 
باريس
.
[
15
]
[
16
]
[
17
]
 هو ابن الرياضياتي 
إيلي كارتن
 و ماري-لويس بيانكوني. يعتبر واحدا من الرياضياتيين الفرنسيين الأكثر تأثيرا في عصره. عرف بأعماله على ال
تحليل المركب
، ال
طوبولوجيا
، والجبر التناظري. كان أحد الأعضاء المؤسسين لمجموعة 
بورباكي
. كان أخا ل
لويس كارتن
، الفيزيائي والمقاوم، 
وجون كارتن
، ال
ملحن
.
```

## الدراسات
حسب كلامه، كان هنري كارتن مهتما في شبابه بالرياضيات، ولكن بدون أن يكون مؤثرا كثيرا في عائلته. انتقل إلى باريس مع أسرته بعد ترشيح أبيه في سوربون عام 1909 . 
تابع دراسته الثانوية في ثانوية أوش في فرساي. في عام 1923 , دخل مدرسة الأساتذة العليا لشارع إيلم (باريس). التقى بأندري ويل، أصبح بعمر 16 عام 1922 وحصل على الدكتوراه عام 1928 تحت توجيه بول مونتيل: كانت أطروحته حول التحليل المركب. 

## العمل
من عام 1928 إلى عام 1929 , درس في ثانوية ماليرب في كان، ثم عمل  من عام 1929 إلى عام 1931  محاضرا في كلية العلوم لجامعة ليل. 
في عام 1931 , تم تعيينه في كلية العلوم لجامعة ستراسبورغ. بعد منشور حول الحقول الدائرية، تمت دعوة هنري كارتن إلى ألمانيا لجامعة مونستر  في ماي 1931 . التقى بأونغيش بينك وكذلك مساعده بيتر ثولن  ; أصبحوا أصدقاء ونشروا معا مقالا في ماتيماتيش أنالين عام 1932 (نظرية كارتن-ثولن). 
كان الاجتماع الأول للأعضاء المستقبليين لمجموعة بورباكي في 14 يناير 1935 .  المؤتمر الأول، في بيس-إي-سانت-شانديس في يوليوز 1935 , اجتمع سزولم مانديلبروجت، جون ديودوني، كلود شيفالي وأندري ويل. كان الهدف هو الكتابة البسيطة لمعاهدة التحليل، هدف أصبح على نحو متزايد الأكثر طموحا على مر الزمن. في نفس السنة، تزوج نيكول ويس، ابنة الفيزيائي بيير ويس، وانجب معها خمسة أطفال. 
تم تلقيبه ببروفيسور سنة 1936 , وتمت دعوته مجددا لألمانيا سنة 1937 . بعد إخلاء ستراسبورغ بعد الغزو الألماني، درس سنة في كليرمون فيران.  عام 1937 , أصدر فكرة التصفية في الرياضيات التي قدمت في مؤتمر بورباكي في شانساي في سبتمبر. في نوفمبر 1940 , تم ترشيحه محاضرا للرياضيات العامة في كلية العلوم في جامعة باريس وتم تكليفه بتدريس الرياضيات في مدرسة الأساتذة العليا. 
أخوه، الفيزيائي لويس كارتن، شارك في المقاومة. تم إيقافه وأصدار حكم ترحيل بحقه في فبراير 1943 , حكم عليه بالإعدام في أغسطس، ونفذ الحكم في سبتمبر 1943 . تلقى هنري خبر وفاته في ماي 1945 , بعد انتهاء الحرب. مستمرا في إبقاء تواصلات في ألمانيا خلال هذه الفترة، سهل في نهاية الحرب التصالح بين الرياضياتيين الفرنسيين والألمان، متصلا بالخصوص مع أونغيش بينك وبيتر ثولن. تم تكليفه تدريس الرياضيات في مدرسة الأساتذة العليا، تم فصله من 1945 إلى 1947 من كلية العلوم في ستراسبورغ. 

في نوفمبر 1946 , زار مؤسسة أوبيروولفاش لأبحاث الرياضيات. في مدرسة الأساتذة العليا، أدار ندوات كارتن الشهيرة ما بين 1948 و 1964 . في يناير 1948 , تمت دعوته إلى جامعة شيكاغو من قبل ويل. 
كان لديه 15 طالبا للدكتوراه، منهم جون بول بونزكري، بيير كارتيي، جون سيرف، بيير دولبو، جاك ديني، أدريان دوادي، روجر جودمان، ماكس كاروبي، جون-لويس كوسزيل، جون-بيير رامي، جان-بيير سير ورينيه ثوم. 
في عام 1965 , ترك وظائفه في مدرسة الأساتذة العليا. في عام 1969 , تم تلقيبه ببروفيسور في كلية العلوم في أورساي. 
من عام 1967 إلى عام 1970 , أصبح رئيس الاتحاد الدولي للرياضيات. تم ترشيحه عضوا للأكاديمية الفرنسية للعلوم في 28 يناير 1974 , ثم أصبح عضوا لمختلف الأكادميات، ثم تقاعد عام 1975 .
كان أيضا عضوا للأكاديمية الملكية الدنماركية للعلوم والآداب. 

## صراع سياسي
في عام 1974 , شارك كارتن من أجل تحرير الرياضياتي الأوكراني ليونيد بليوشتش،  الذي حجزته السلطات السوفييتية في مستشفى للأمراض النفسية. قام بتنظيم نداء للتوقيع على عريضة فانكوفر، وأسس عند الحاجة لجنة الرياضياتيين، مع ليبمار بيرس و لوران شفارتز، الذي التقى عدة مرات بالرابطة الفرنسية لحقوق الإنسان في باريس.  تم تحرير ليونيد بليوشتش في يناير 1976 . دافعت اللجنة بعد ذلك عن عدة رياضياتيين في العالم، الذين لديهم مواقف سياسية وضعتهم في خطر. اليوم توجد لجنة الدفاع عن رجال العلم. 
دافع عن فكرة الفيديرالية الأوروبية. من 1974 إلى 1985 , كان رئيس إتحاد الفيديراليين الأوروبيين. من 1984 , تقدم كمرشح للبرلمان الأوروبي، وحصل على %0.4 من الأصوات. 

## الجوائز
- ميدالية المركز الوطني للبحث العلمي الذهبية عام 1976
- جائزة وولف للرياضيات عام 1980
- جائزة باجلز من أكادمية نيويورك للعلوم لمشاركته السياسية من أجل الاعتراف بحقوق الإنسان

## روابط خارجية
- هنري كارتن على موقع IMDb (الإنجليزية)
- هنري كارتن على موقع الموسوعة البريطانية (الإنجليزية)
- هنري كارتن على موقع إن إن دي بي (الإنجليزية)